# NASCAR Winston Cup 1976
De NASCAR Winston Cup 1976 was het 28e seizoen van het belangrijkste NASCAR kampioenschap dat in de Verenigde Staten gehouden wordt. Het seizoen startte op 18 januari met de Winston Western 500 en eindigde op 21 november met de Los Angeles Times 500. Cale Yarborough won het kampioenschap voor de eerste keer in zijn carrière. De trofee rookie of the year werd uitgereikt aan Skip Manning.

## Races
Top drie resultaten, exhibitie- en kwalificatiewedstrijden staan niet vermeld.
| '  | Datum  | Race                    | Circuit                         | Winnaar         | Tweede          | Derde           |
| 1  | 18-jan | Winston Western 500     | Riverside International Raceway | David Pearson   | Cale Yarborough | Jimmy Insolo    |
| 2  | 15-feb | Daytona 500             | Daytona International Speedway  | David Pearson   | Richard Petty   | Benny Parsons   |
| 3  | 29-feb | Carolina 500            | North Carolina Speedway         | Richard Petty   | Darrell Waltrip | Cale Yarborough |
| 4  | 7-mrt  | Richmond 400            | Richmond International Raceway  | Dave Marcis     | Richard Petty   | Bobby Allison   |
| 5  | 14-mrt | Southeastern 400        | Bristol Motor Speedway          | Cale Yarborough | Darrell Waltrip | Benny Parsons   |
| 6  | 21-mrt | Atlanta 500             | Atlanta Motor Speedway          | David Pearson   | Benny Parsons   | Cale Yarborough |
| 7  | 4-apr  | Gwyn Staley 400         | North Wilkesboro Speedway       | Cale Yarborough | Richard Petty   | Bobby Allison   |
| 8  | 11-apr | Rebel 500               | Darlington Raceway              | David Pearson   | Buddy Baker     | Benny Parsons   |
| 9  | 25-apr | Virginia 500            | Martinsville Speedway           | Darrell Waltrip | Cale Yarborough | David Pearson   |
| 10 | 2-mei  | Winston 500             | Talladega Superspeedway         | Buddy Baker     | Cale Yarborough | Bobby Allison   |
| 11 | 8-mei  | Music City USA 420      | Music City Motorplex            | Cale Yarborough | Richard Petty   | Benny Parsons   |
| 12 | 16-mei | Mason-Dixon 500         | Dover International Speedway    | Benny Parsons   | David Pearson   | Dave Marcis     |
| 13 | 30-mei | World 600               | Charlotte Motor Speedway        | David Pearson   | Richard Petty   | Cale Yarborough |
| 14 | 13-jun | Riverside 400           | Riverside International Raceway | David Pearson   | Bobby Allison   | Benny Parsons   |
| 15 | 20-jun | Cam 2 Motor Oil 400     | Michigan International Speedway | David Pearson   | Cale Yarborough | Bobby Allison   |
| 16 | 4-jul  | Firecracker 400         | Daytona International Speedway  | Cale Yarborough | David Pearson   | Bobby Allison   |
| 17 | 17-jul | Nashville 420           | Music City Motorplex            | Benny Parsons   | Richard Petty   | Darrell Waltrip |
| 18 | 1-aug  | Purolator 500           | Pocono Raceway                  | Richard Petty   | Buddy Baker     | Benny Parsons   |
| 19 | 8-aug  | Talladega 500           | Talladega Superspeedway         | Dave Marcis     | Buddy Baker     | Dick Brooks     |
| 20 | 22-aug | Champion Spark Plug 400 | Michigan International Speedway | David Pearson   | Cale Yarborough | Richard Petty   |
| 21 | 29-aug | Volunteer 400           | Bristol Motor Speedway          | Cale Yarborough | Richard Petty   | Darrell Waltrip |
| 22 | 5-sep  | Southern 500            | Darlington Raceway              | David Pearson   | Richard Petty   | Darrell Waltrip |
| 23 | 12-sep | Capital City 400        | Richmond International Raceway  | Cale Yarborough | Bobby Allison   | Richard Petty   |
| 24 | 19-sep | Delaware 500            | Dover International Speedway    | Cale Yarborough | Richard Petty   | David Pearson   |
| 25 | 26-sep | Old Dominion 500        | Martinsville Speedway           | Cale Yarborough | Darrell Waltrip | Buddy Baker     |
| 26 | 3-okt  | Wilkes 400              | North Wilkesboro Speedway       | Cale Yarborough | Benny Parsons   | Richard Petty   |
| 27 | 10-okt | National 500            | Charlotte Motor Speedway        | Donnie Allison  | Cale Yarborough | Bobby Allison   |
| 28 | 24-okt | American 500            | North Carolina Speedway         | Richard Petty   | Lennie Pond     | Darrell Waltrip |
| 29 | 7-nov  | Dixie 500               | Atlanta Motor Speedway          | Dave Marcis     | David Pearson   | Donnie Allison  |
| 30 | 21-nov | Los Angeles Times 500   | Ontario Motor Speedway          | David Pearson   | Lennie Pond     | Benny Parsons   |

## Eindstand - Top 10
| 1  | Cale Yarborough | 4644 |
| 2  | Richard Petty   | 4449 |
| 3  | Benny Parsons   | 4304 |
| 4  | Bobby Allison   | 4097 |
| 5  | Lennie Pond     | 3930 |
| 6  | Dave Marcis     | 3875 |
| 7  | Buddy Baker     | 3745 |
| 8  | Darrell Waltrip | 3505 |
| 9  | David Pearson   | 3483 |
| 10 | Dick Brooks     | 3447 |